# 汨罗镇
汨罗镇，中华人民共和国湖南省岳阳市汨罗市下属的一个镇，位于汨罗市中部偏西。京广铁路、308省道贯穿镇境。

## 建制沿革
- 1956年，设汨罗乡；
- 1958年，改置汨罗公社；
- 1961年，析出九雁公社和归义公社；
- 1966年，城区划出置城关镇，九雁公社并入，仍为汨罗公社；
- 1984年，复置汨罗乡，旋即改置汨罗镇。

## 行政区划
汨罗镇下辖2个居委会和15个行政村：
- 夹城居委会、燎家山居委会
- 甘坪村、汴塘村、九龙山村、雁塘村、童家村、南托村、北托村、茶木村、眠羊山村、李家坪村、大坪李村、黄家坪村、蟠龙桥村、龙塘村、鱼鳃村